# 三(二亚苄基丙酮)二钯
三(二亚苄基丙酮)二钯或Pd2(dba)3是一种基于钯和二亚苄基丙酮（dba）的有机金属络合物，常用于有机化学反应中的催化剂。该化合物最早于1970年被日本化学家Y.Takahashi发现。

## 化学性质
三(二亚苄基丙酮)二钯固体在空气中稳定，但当溶液状态时久置会缓慢分解产生二亚苄基丙酮和钯黑。三(二亚苄基丙酮)二钯在氯仿、二氯甲烷和苯中微溶形成紫红色溶液。三(二亚苄基丙酮)二钯在甲醇溶液中可与氢气或一氧化碳反应。反应方程式：
Pd2(dba)3 + H2 → (PhCH2CH2)2CO + (PhCH2CH2)2CHOH + Pd
Pd2(dba)3 + CO → 2 PhCH=CH-CO-CH=CH-Ph + Pd
三(二亚苄基丙酮)二钯在苯溶液中与三苯基膦发生配体置换反应生成四(三苯基膦)钯和二亚苄基丙酮。三(二亚苄基丙酮)二钯可以对烯丙基氯发生氧化加成得到二价的氯化烯丙基钯的二聚体（[π-C3H7PdCl]2）。

## 制备与结构
该化合物可通过过量的二亞苄基丙酮与醋酸钠和四氯合钯(II)酸钠在熱的甲醇溶液（大约60°C）中反应制备。这种络合物呈黑紫或棕色，因此常用氯仿重结晶得到色素较少的产物，而供应的商品也通常是氯仿的加合物Pd2(dba)3·CHCl3。
在Pd2(dba)3中，两个Pd原子相隔320pm，并通过dba单位连接起来。零价钯中心分别连接dba配体的双键部分。

## 应用
Pd2(dba)3常用于可溶性的零价钯来源，尤其是在许多偶联反应中作为催化剂，在这类反应中它通常被氧化为二价钯参与反应。可用其催化的有机反应如：根岸偶联反应、铃木反应、Carroll重排反应、Trost不对称烯丙位烷化反应以及Buchwald–Hartwig偶联反应。与其相关的一种零价钯络合物为：四(三苯基膦)钯。